# 14995 Archytas
14995 Archytas eller 1997 VY1 är en asteroid i huvudbältet som upptäcktes den 5 november 1997 av den italiensk-amerikanske astronomen Paul G. Comba vid Prescott-observatoriet. Den är uppkallad efter den grekiska astronomen, matematikern och filosofen Archytas.
Asteroiden har en diameter på ungefär 16 kilometer.